# Бруно II (Изенбург-Браунсберг)
Бруно II фон Изенбург-Браунсберг (на немски: Bruno II von Isenburg-Braunsberg, Bruno II von Braunsberg; * ок. 1176/1179; † пр. 1256) е от 1210 до 1255 г. граф на Изенбург-Браунсберг и от 1243 или 1244 г. собственик на една четвърт от Графство Вид. Той основава втората графска фамилия цу Вид.

## Произход и наследство
Той е най-големият син на граф Бруно I фон Изенбург († 1210) и съпругата му Теодора фон Вид († сл. 1218), дъщеря на граф Дитрих I фон Вид († ок. 1200).  Брат му Арнолд II фон Изенбург (ок. 1190 – 1259) е от 1242 г. архиепископ и курфюрст на Трир.
На 5 март 1243 г. чичо му Лотар фон Вид преписва имотите си на Бруно и брат му Дитрих фон Изенбург (1211 – 1254).
Бруно го наследява, според договора от 27 ноември 1240 г., заедно с брат му Дитрих и братовчедите му Готфрид II и Герхард II Епщайн.

## Фамилия
Бруно II се жени за Йохана (1190 – 1265) и има две деца:
- Бруно III († ок. 1279), женен I. пр. 1266 г. за София фон Вестербург († 1266), II. пр. май 1270 г. за Изабела (Изалда) фон Хайнсберг († 1287)
- Мехтилд (* ок. 1224; † 1279/1280), омъжена пр. 1253 г. за Готфрид III фон Епщайн (* ок. 1227; † 1293).